# Chaumont VB 52
Chaumont VB 52 är volleybollklubb i Chaumont, Frankrike. Klubben har sitt ursprung i ASPTT Chaumont's volleybollsektion, bildad 1963. Under lång tid höll den till i de regionala serierna. Under 1990-talet började den avancera. Den blev professionell och den har haft sitt nuvarande namn sedan 1996. Laget debuterade i högsta serien 2012. De blev franska mästare 2016/2017 och franska cupvinnare 2022.